# Egeo Broccolino
Egeo Broccolino (Guardiagrele, 5 gennaio 1920 – Milano, 9 gennaio 2013) è stato un generale italiano.

## Biografia
Nacque a Guardiagrele  il 5 gennaio 1920, figlio di Alceste. Entrato nell'Accademia Aeronautica di Caserta, ne uscì sottotenente assegnato alla 236ª Squadriglia del 158º Gruppo del 50º Stormo Assalto operante in Africa settentrionale in seno alla 5ª Squadra aerea. Sul fronte libico volò a bordo dei caccia Fiat C.R.42AS Falco. Per le sue azioni fu decorato di Medaglia d'argento al valor militare ottenendo anche una promozione per merito di guerra.  Nel dicembre del 1942 il 158º Gruppo rimpatriò in Italia, ridislocandosi sull'aeroporto di Bresso per essere riequipaggiato con i cacciabombardieri Fiat G.50 Saetta. A partire dal febbraio il 50º Stormo si trasferì sull'aeroporto di Osoppo, assegnato al Comando Caccia “Aquila” della 2ª Squadra aerea. Il 158º Gruppo effettuò attività addestrativa per essere trasferito, il 26 luglio, sull'aeroporto di Lonate Pozzolo in seno al Comando Caccia Intercettori “Leone” della 1ª Squadra aerea, iniziando l'addestramento sui nuovi cacciabombardieri monoplani Reggiane Re.2002.
L'armistizio dell'8 settembre lo trovò ricoverato in ospedale a causa di una malattia contratta al fronte. Scelse di non aderire all'Aeronautica Nazionale Repubblicana, ma entrò in clandestinità per evitare di essere catturato dai tedeschi, riuscendo ad espatriare in Svizzera. 
Dopo la fine della seconda guerra mondiale rientrò in patria, transitando nella ricostituita Aeronautica Militare Italiana. Raggiunto il limite di età andò in pensione con il grado di Generale di brigata aerea.
Sposato con la signora Francesca (detta Franca o Ina), da cui ebbe due figli, Nino e Marco, si spense a Milano il 9 gennaio 2013.

### Periodici
- Fabio Mannu, La 5ª Squadra Aerea da El Alamein a Tunisi, n. 3, Roma, Associazione Arma Aeronautica, marzo 1999,  pp. 16-17.
- A. Melchiorre, Egeo Broccolino, in Corriere dell'Aviatore, n. 3/4, Roma, Associazione Nazionale Ufficiali Aeronautica, marzo-aprile 2013,  p. 30.
- Ferdinando Pedriali, Biplani d'assalto in Africa Settentrionale, in Rivista Storica, n. 10, Roma, Coop. Giornalisti Storici a.r.l., novembre 1995,  pp. 14-25.